# Джесика Дрейк
Джесика Дрейк (на английски: Jessica Drake) е артистичен псевдоним на Анджела Патрис Хийслет (Angela Patrice Heaslet) – американска порнографска актриса, режисьор и сценарист на порнографски филми, екзотична танцьорка, радиоводещ, сексолог и филантроп.
Тя е трикратна носителка на наградата на AVN за най-добра актриса (2005, 2006 и 2009 г.), включена е в залите на славата на AVN, XRCO и NightMoves и е удостоена с германската Eroticline награда за изключителни постижения. Има и множество други награди и номинации за постижения в порнографската индустрия.
Участва в редица телевизионни предавания, сериали и други мейнстрийм проекти. Телевизия CNBC я поставя в списъка си „Мръсната дузина“ (2014 г.) за най-популярните звезди в порното. CNN публикува в блога си репортаж за нея, като една от снимките ѝ е обявена за най-популярната снимка в блога на CNN за 2013 г.
Изнася лекции и участва в дискусии в редица американски университети по теми, отнасящи се до сексуалното образование, порнографията и интелектуалното пиратството в порноиндустрията.
Дрейк участва в редица благотворителни проекти и кампании в различни части на света.
Списание „AVN“ определя Джесика Дрейк като „блестящ посланик“ на порнографската индустрия в цял свят. В репортаж от януари 2015 г., публикуван от CNBC, е наречена „модел за подражание“ за диверсификацията на порнографската индустрия.

## Биография

### Ранен живот
Джесика Дрейк (Анджела Патрис Хийслет) е родена на 14 октомври 1976 г. в град Сан Антонио, щата Тексас, САЩ.
Прекарва своето детство и тийнейджърски години в няколко различни града в щата Тексас и най-вече в родния ѝ Сан Антонио и в Ел Пасо. Семейството ѝ са свидетели на Йехова и тя израства с начина на живот на това религиозно изповедание. Започва да работи на 14-годишна възраст в мексикански ресторант, като се представя за 16-годишна и ползва фалшиво свидетелство за раждане. Успява да се издигне за една година до асистент мениджър в ресторанта. След това се записва да учи в колеж в Ел Пасо, като най-напред се записва да следва свободни изкуства, но по-късно се премества в специалността психология. По време на обучението си намира работа като стриптизьорка в нощен клуб в града, а по-късно се регистрира официално като екзотична танцьорка и се премества в друг клуб, където се запознава с порнографския режисьор Майкъл Рейвън и с порноактрисата Сидни Стийл и те двамата ѝ помагат да направи първите си стъпки в порнографската индустрия.
Дрейк не завършва образованието си по психология в колежа.

### Кариера

#### В порнографската индустрия
В началото Рейвън и Стийл насочват Джесика към Лос Анджелис, където тя отново се изявява като стриптизьорка в местен нощен клуб. Следващата ѝ стъпка е снимането на голи фотосесии за няколко списания, както и за телевизиите „Плейбой“, „Синемакс“, „HBO“ и „Шоутайм“. След това се съгласява да се яви на кастинг на Майкъл Рейвън за порнофилм и е одобрена.
Дрейк дебютира като порнографска актриса през 1999 г., когато е на 24 години. Първият ѝ филм е „Модерна любов“, който е заснет в къща на плажа на Малибу. В него тя снима първата си секс сцена с мъж, като партньор ѝ е Алек Метро, а също и първата си сцена с жена, като прави секс пред камерата с Алекса Рей.
Първият ѝ договор е с компанията „Син Сити“. Около една година и половина работи с тази компания, но не остава доволна от условията и решава да продължи самостоятелно кариерата си.
През 2001 г. печели първата си AVN награда, като става нейна носителка в категорията за най-добро закачливо изпълнение за представянето ѝ във филма „Мрежата на Шейла“ на компанията VCA Пикчърс. Получава и номинация за AVN награда за най-добра нова звезда.
В следващите години, докато се представлява сама, получава оферти от няколко продуцентски компании и избира да сключи договор с „Уикед Пикчърс“, подписан през април 2003 г. Избира тази компания след като е била близо до договор с друга, тъй като при преговорите собственикът на „Уикед“ Стив Оренстийд се съгласява напълно с условията ѝ и ѝ гарантира художествен контрол, право на избор на сексуалните партньори, да прави нещо повече от това просто да прави секс, да има контрол върху името си, собствен сайт и собствена линия секс играчки, възможности за развитие в кариерата, за писане на сценарии и режисьорска работа.
След случаи на заразяване с HIV на порноактьори през 2004 г., Джесика започва да се снима само в секс сцени, в които партньорите ѝ ползват презерватив, макар самата тя да е противник на задължителното използване на кондоми в порноиндустрията.
През 2005 г. изпълнението на ролята ѝ във филма „Пух и гънки“ ѝ носи наградите на AVN за най-добра актриса във видео и на XRCO за най-добра актриса.
През април 2006 г. удължава договора си с „Уикед Пикчърс“ с още по-добри условия за нея. Същата година се снима в един от най-високо бюджетните порнографски филми „Ловци на мъже“ (250 хил. долара), а изпълнението на ролята ѝ в него ѝ носи през 2007 г. наградата на AVN за най-добра актриса във филм.
През 2007 г. започва да се изявява като асистент режисьор на филма „Завръщане у дома“, чийто главен режисьор е Брад Армстронг. Помага и при режисурата на „Колекционерът“, „Ловци на мъже“, „Вечното проклятие“, „FUCK“. Следващата година прави и своя самостоятелен режисьорски дебют с филма „Какво обичат момичетата“.
През 2009 г. печели третата си AVN награда за най-добра актриса, като този път триумфира в тази категория, заради изпълнението на ролята си във филма „Падналият“. В него прави и първата си сцена с двойно проникване с Ерик Мастерсън и Брад Армстронг и за това си изпълнение те получават AVN наградата за най-добра секс сцена с двойно проникване. „Падналият“ ѝ носи още една награда за най-добра актриса – на XRCO.
Заедно с Алектра Блу и Кейлани Лей играе главна роля във филма „Хоризон“ (2011 г.) на режисьора Сам Хейн. Този филм ѝ носи поредна номинация за AVN награда за най-добра актриса. Прожекция на „Хоризон“ се състои в Калифорнийския университет в Санта Барбара, организирана от преподавателката проф. д-р Констанс Пенли, а Джесика, Алектра и Кейлани се срещат със студентите и отговарят на техни въпроси.
Играе главната роля във филма „Подземен свят“, който е избран за най-добър филм на наградите на AVN през 2014 година. Този филм ѝ носи номинации за най-добра актриса на наградите на XBIZ и XRCO.
През 2014 г. печели заедно с Брад Армстронг наградата на AVN в дебютиращата категория за най-добра сцена с безопасен секс за изпълнението им във филма „Секспионаж: хрониките на Дрейк“. За ролята си в същия филм получава и номинация за най-добра актриса. Номинирана е още и за AVN наградите за най-добър режисьор, „Crossover“ звезда на годината и други.
Снима се в порнографските пародии на популярни филми като „Мъже в черно“ (играе ролята на красива извънземна злодейка), „Роки“. и „Снежанка“ (в ролята на злата кралица). За изпълнението на ролята си в последния през 2015 г. получава XBIZ наградата за най-добра актриса в пародия.
Занимава се и с писането на сценарии за порнофилми, сред които „Запознанства 101“, „Винаги любов“, „Просто между нас“, „3 дни през юни“ и др. Започва да пише още докато работи за компанията „Син сити“. Номинирана е за AVN награда за най-добър оригинален сценарий (2011 г.) за „3 дни през юни“.
Включена е в залите на славата на NightMoves (2009 г.), AVN (2010 г.) и XRCO (2011 г.), както и е удостоена с германската Eroticline награда за изключителни постижения. Намира място и в списъка „Мръсната дузина“ (2014 г.) на телевизия CNBC за най-популярните звезди в порното.
Водеща е на церемониите по връчване на редица порнографски награди, като Temptation в Пасадина, Калифорния през 2006 г., AVN през 2007 г. заедно с Джим Нортън, XRCO през 2009 г. заедно с Кейдън Крос, F.A.M.E. през 2010 г. заедно със Съни Леоне, XBIZ през 2012 г. отново заедно с Кейдън Крос, сама води дебютното издание на наградите Sex в Лос Анджелис на 9 октомври 2013 г., заменяйки бременната Кейдън Крос. През 2016 г. за втори път е водеща на наградите XRCO, като този път ѝ партнира Аса Акира.
Участва в еротични изложения и шоу програми в Окланд, Нова Зеландия; Йоханесбург, Република Южна Африка; Мелбърн, Австралия; Лас Вегас, щата Невада; Лос Анджелис, щата Калифорния; Маями, щата Флорида; Торонто, Канада; Берлин, Германия; Осло, Норвегия и други.
Дрейк въвежда и обучава в порнографската индустрия родилата осемзнаци Надя Сулиман и публикува в своя профил в социалната мрежа Туитър нейната първа гола снимка.
Поради естетически причини тя изписва псевдонима си на английски само с малки букви – jessica drake.

#### Други изяви
През 2003 и 2006 г. Джесика е сред специалните гости на ежегодния парад „Цици на мотори“ в град Окланд, Нова Зеландия, който преминава по улица „Куин“ и събира десетки хиляди зрители.
Водеща е на седмичното тричасово радиошоу „В леглото с Джесика Дрейк“, излъчвано по Плейбой радио.
Участва като гост в телевизионни предавания като рубриката „Един ден от живота на порнозвезда“ в „Шоуто на Тайра Банкс“, „Късното шоу на Дейвид Летърман“, новинарската програма на CNN; програми на норвежките телевизионни канали „ТВ Норвегия“ и „ТВ Осло“ и норвежкото радио „Р1“; документални филми на „HBO“ и „Джи 4 медия“ за порнографската индустрия; продукции на телевизиите „FOX“, ManiaTV!; шоу на холандския телевизионен канал „BNN“ и други.
Заедно с Кейлани Лей и Микайла Мендес се изявява в сцена от комедийния филм „Толкова по-добре“, където трите играят ролите на съдии в състезание по въздушна китара. Джесика се снима и в епизоди на телевизионните сериали „The Money $hot“ и „Кожа“. С порноактрисата Алектра Блу участват като специални гости в епизод на четвъртия сезон на американския сериал „Синове на анархията“.
Дрейк, отново с Алектра Блу, участва във видеоклипа на песента „Telephone“ на Лейди Гага и Бионсе.
Блогът на CNN публикува статия за Дрейк, включваща нейната биографична история, интервю и фотосесия, а самата статия е озаглавена „Любовник и боец: животът на една порнозвезда“. По-късно, една от снимките на Джесика Дрейк в тази статия е обявена за най-популярната снимка в блога на CNN за 2013 г.
През 2014 г. канадски филмов телевизионен канал започва да снима документален филм и реалити шоу за живота на Джесика Дрейк, наречен „С любов, Джесика“. Премиерата му е предвидена за 11 май, като първия сезон включва 10 епизода по 30 минути.
През октомври 2015 г. Джесика гостува в политическото дискусионно шоу „Watching the Hawks“ по телевизионния канал RT America, където коментира новите образователни закони в щата Калифорния.
Изявява се и като екзотична танцьорка в клубове в САЩ. През януари 2016 г. сключва ексклузивен договор с агенцията „The Lee Network“, която да я предствлява и да ѝ осигурява участия като танцьорка.

#### Сексуален експерт и обучител
Образователни филми
Дрейк създава и режисира своя поредица с DVD издания, продуцирана от Уикед Пикчърс и озаглавена „Пътеводител на Джесика Дрейк за Уикед секс“. Всеки филм от тази поредица се отнася до определена тематика, свързана със секса: фелацио, анален секс, женска мастурбация, анална игра за мъже, тройки, стриптийз. Във филмите Джесика дава информация относно подготовката преди сексуалния акт, хигиената и предпазните средства, както и пресъздава конкретни секс техники и позиции, използвайки реални аматьорски двойки и професионални порнографски актьори. Филмите от тази поредица печелят награди на AVN за най-добро образователно издание – „Пътеводител на Джесика Дрейк за Уикед секс: фелацио“ през 2012 г. и „Пътеводител на Джесика Дрейк за Уикед секс: анален секс“ през 2014 г. Последният получава и наградата на XBIZ за специално издание на годината.
Университетска дейност
Дрейк е гостуващ лектор в редица американски висши училища.
През май 2012 г. в Калифорнийския университет в Лос Анджелис участва в обучението на доктор Уолтър Блейклемънс в курса му за лицензирани сексуални терапевти, наречен „Човешка сексуалност, секс образование, секс терапия“. Дрейк говори за своята кариера като порноактриса, прехода си към секс обучител и за образователната поредица филми, които създава.
На 20 март 2013 г. чете лекция за човешката сексуалност на студентите в университета Чапман в град Ориндж, щата Калифорния. Там отива по покана на асистент професор Дейвид Фредерик, който заявява: „Джесика Дрейк е изключителен оратор. Тя не само споделя своите виждания относно порнографската индустрия, но в по-широк смисъл говори на студентите за сексуалното здраве. Тя съобщава на възпитаниците си начините да научат да се чувстват удобно със собственото си тяло и ги обучава как да предават желанията си на своите партньори. Тя подчерта значението на разбиране и зачитане на собствените граници, когато става въпрос за секс и да приемат, че различните хора имат различни предпочитания. Истинско удоволствие е да имаме Джесика в класа и студентите научиха много неща от нейната презентация. Силно я препоръчвам като оратор за всеки клас относно медийни, полови или сексуални въпроси.“
На 20 март 2013 г. изнася лекция относно порнографията в градския колеж в Пасадина, Калифорния в класа на доктор Хюго Швайзър. Същата година, на 20 май, е следващата ѝ лекция на студенти – в Калифорнийския университет в Санта Барбара. Там тя говори в един от часовете по обучението по дисциплината „Теми в киното и популярната култура“ на преподавателката проф. д-р Констанс Пенли, която определя порноактрисата като „хуманитарист“ и заявява за нея: „Джесика Дрейк е завладяваща и изразителна секс възпитателка, която е и умна, забавна, и състрадателна.“
На 8 февруари 2014 г. гостува в Чикагския университет, където е поканена по повод на втората годишна седмица на секса в учебното заведение и говори пред студенти и други гости за сексуално образование и за това как пиратството е повлияло върху порноиндустрията. След това тя отново отива в този университет, за да вземе участие в семинар, наречен „Секс пиратството“, на който говори за пиратството в порноиндустрията заедно с експерта Нейт Глейс.
На 18 февруари 2014 г. участва в дискусия на тема: „Порно, проституция и цензора: политиката на овластяването“ в Калифорнийския университет в Лос Анджелис. Заедно с нея в дискусията се включват Таша Рейн – друга порноактриса, която е и студентка в университета, порнографската публицистка Адела Къри, университетски преподаватели и близо 100 студенти.
Отново с Нейт Глейс говорят на 30 април пред студенти в кинематографското училище на Южнокалифорнийски университет в Лос Анджелис в часове на професор Дейвид Лърнър.
През октомври 2015 г. участва в дискусия заедно с порноактрисата Кейси Калвърт и режисьора Магнус Съливан в Южнокалифорнийския университет на тема „50 Нюанси на еротиката: размиването на границата между Холивуд и индустрията за възрастни“.
Други изяви като сексуален експерт
Дрейк води семинари относно секса и порнографията в магазините за възрастни „Сирилас“ в Охайо.
На конференцията „CatalystCon“ заедно д-р Керъл Куин говори в програмата „Истински срещу филмов секс“, обсъждайки различията във възприятията между секса като фантазия и развлечение и секса за образователни цели.
В Торонто участва на феминистката порнографска конференция в панела „Оценка на резултати: Как да разберем кога порното е създадено съобразно с етичните феминистични принципи“. Там порноактрисата споделя опита си в индустрията за възрастни като изпълнител, режисьор и продуцент в компанията „Уикед Пикчърс“ и обсъжда как концепцията за етика и феминистките тропи играят роля в работата ѝ, както и как вижда мястото на „мейнстрийм“ порнографските компаниите в рамките на феминисткото порно.
Масмедиите търсят мнението на Дрейк по различни теми. Тя пише за сексуалните отношения и тайни в мъжката културата в модния сайт „CraveOnline“. Във вестник „Хъфингтън Поуст“ изразява нейното виждане върху неприкосновеността на личния живот в резултат на обществена реакция към порноактриста Бел Нокс, студентка в университета Дюк. Джесика участва като експерт в издание на вестник „USA Today“ от месец ноември 2012 г., насочено към сексуалното здраве. Има и своя рубрика в уебсайта AdultDVDEmpire.com, където отговаря на въпроси за любовта, секса и романтиката. Пише статии за уебсайтовете Stylecaster.com и Daily Beast. През 2015 г. консултира списание „Космополитън“ относно филма „Петдесет нюанса сиво“.
През януари 2016 г. е удостоена с награда на AVN за мейнстрийм звезда на годината за популярността си в социалните медии, като един от мотивите за отличието е подкрепата ѝ за реформа на сексуалното образование, документирана в стотици медийни статии през предходната година. Относно наградата Дрейк заявява „Моята мисия и страст за последните няколко години е да накарам хората да започнат да говорят за секс по един по-отворен, позитивен начин, премахвайки срама и стигмата, която обществото така често налага.“ Същата година през месец април получава награда от конференцията „Catalyst“ в Чикаго за вдъхновител на изключителни разговори относно сексуалността. През юни 2016 г. става носителка на наградата на XRCO за любимка на мейнстрийм медиите, заради подкрепата ѝ за реформа на сексуалното образование и в резултат на вниманието на медиите.

### Обществена дейност
Участва в редица кампании срещу въвеждането на законодателно правило за задължителното използване на презервативи в сексуалните актове в порнофилмите и прилагане на строги медицински мерки за сигурност. Самата тя се снима само във филми, в които се употребяват презервативи, но твърди, че това е личен избор на всеки изпълнител и не трябва да се прави по задължение и чрез закон. На 10 ноември 2012 г. заедно с порноактьора Джеймс Дийн са интервюирани в предаване на живо по CNN относно тези законодателни промени. Джесика заявява: „От гледна точка на изпълнителка, както и гледната точка на жена, не ми харесва идеята да ми се казва какво трябва да правя с тялото си.“
Дрейк представя компанията „Уикед“ в програма на „Коалицията за свободно слово“, насочена към подпомагане на продуцентите в използването на надеждни протоколи от изследванията за полови болести на изпълнителите в порноиндустрията.
Участва активно в кампании срещу интернет пиратството на порнографски продукции. Говори за проблемите, свързани с интернет пиратството и по време на своите лекции в Чикагския университет и в Южнокалифорнийския университет в Лос Анджелис.
Порноактрисата работи и по редица благотворителни проекти. Тя извършва доброволчески труд в държави като Камбоджа, ЮАР, Танзания и Кения. В град Сием Реап в Камбоджа участва три седмици в изграждането на водни системи за местните училища. Посочена е като един от спонсорите на благотворителното турне през 2006 г. в Австралия на детския хор „Златна гордост“, съставен от танзанийски деца. Включва се и в благотворителни кампании и в Тайланд и Хаити. От 2010 г. участва ежегодно в набирането на финансови средства и в благотворителното шествие в Лос Анджелис за борба с ХИВ вируса и синдрома на придобитата имунна недостатъчност. През 2012 г. привлича и редица други порноактьори, работещи за компанията Уикед, към благотворителната кампания и става инициатор на създаването на отбор на Уикед, който да събира средства за кампанията и в него се включват и Сторми Даниълс, Кортни Кейн, Бранди Анистън, Кейлани Лей, Алектра Блу, Кени Стайлс, Брад Армстронг и други. По време на шествието всички в отбора на Уикед изразяват своето недоволство срещу задължителната употреба на кондоми при снимането на порнографски филми, като носят тениски с протестен надпис. През 2013, 2014 и 2015 г. Дрейк отново води отбора на Уикед за благотворителното шествие в Лос Анджелис. Дрейк не разкрива повече подробности за благотворителната дейност и доброволческия си труд, като твърди, че върши тези дейности не за своя реклама, а защото се чувства щастлива по този начин.
На 22 октомври 2016 г. Джесика Дрейк дава пресконференция в Лос Анджелис заедно с феминистката и адвокат Глория Олред, като Дрейк обвинява кандидата за президент на Републиканската партия и бизнесмен Доналд Тръмп, че през 2006 г. ѝ е предложил 10 000 долара за сексуална връзка с него, когато те се срещат на голф турнир на езерото Тахо, Калифорния.
През януари 2017 г., по време на церемонията по връчване на AVN наградите, Дрейк се появява облечена в рокля, изобразяваща обгореното национално знаме на САЩ в знак на протест срещу избрания вече за президент Доналд Тръмп.

### Личен живот
През 2002 г. Джесика Дрейк се омъжва за порноактьора Евън Стоун, но след две години двамата се развеждат. От 2006 г. тя е в интимни отношения и живее с друг порноактьор и бивш съпруг на Джена Джеймисън – Брад Армстронг, но двамата не разкриват повече подробности за връзката си.
По време на едно от пътуванията си до Африка отива в Танзания и изкачва връх Килиманджаро.
Дрейк е пескетарианка и в свое интервю от 2014 г. заявява, че яде само риба и не е яла месо в продължение на три години.
Твърди, че е с бисексуална ориентация.

## Награди и номинации

### Зали на славата и награди за цялостно творчество
- 2008: Eroticline награда за изключителни постижения.[50]
- 2009: NightMoves зала на славата.[46]
- 2010: AVN зала на славата.[3][47][48]
- 2011: XRCO зала на славата.[49]

### Носителка на индивидуални награди
- 2001: AVN награда за най-добро закачливо изпълнение – „Мрежата на Шейла“.[17][18]
- 2002: NightMoves награда за най-добра актриса/изпълнителка (избор на авторите).[46]
- 2003: Adult Star Magazine награда за най-добра актриса – избор на потребителите.[18]
- 2005: XRCO награда за най-добра актриса – „Пух и гънки“.[18]
- 2005: AVN награда за най-добра актриса (видео) – „Пух и гънки“.[3][17][25]
- 2005: XRCO награда за най-добра актриса – единично изпълнение – „Пух и гънки“.[24]
- 2006: Eroticline награда за най-добра актриса в САЩ.[18][68]
- 2007: AVN награда за най-добра актриса (филм) – „Ловци на мъже“.[3][18]
- 2009: AVN награда за най-добра актриса – „Падналият“.[3][29][138]
- 2009: XRCO награда за най-добра актриса – единично изпълнение – „Падналият“.[30]
- 2010: NightMoves награда за тройна игра (за постижения в три отделни области).[46]
- 2012: Награда на Free Speech Coalition за позитивна снимка.[139]
- 2013: The Sex награда за перфектна двойка на сцената – момиче-момиче (с Аса Акира).[140]
- 2015: XBIZ награда за най-добра актриса в пародия – „Снежанка ХХХ: пародия на Аксел Браун“.[44]
- 2016: AVN награда за мейнстрийм звезда на годината.[116][141]
- 2016: Catalyst награда за вдъхновител на изключителни разговори относно сексуалността.[117]
- 2016: XRCO награда за любимка на мейнстрийм медиите.[142]

### Носителка на награди за изпълнение на сцени
- 2005: AVN награда за най-добра сцена с орален секс (филм) – „Колекционерът“ (с Крис Кенън и Чейн Колинс).[25]
- 2007: AVN награда за най-добра секс сцена само с момичета (филм) – „FUCK“ (с Кацуни, Фелиша и Клара Джи).[18]
- 2009: AVN награда за най-добра секс сцена с двойно проникване – „Падналият“ (с Ерик Мастерсън и Брад Армстронг).[29]
- 2010: AVN награда за най-добра сцена с групов секс във филм – „2040“ (с Микайла Мендес, Алектра Блу, Кърстен Прайс, Кейлани Лей, Тори Лейн, Джейдън Джеймс, Кайла Карера, Брад Армстронг, Роко Рийд, Маркус Лондон, Мик Блу, Т.Джей Къмингс и Ранди Спиърс).[48]
- 2014: AVN награда за най-добра сцена с безопасен секс – „Секспионаж: хрониките на Дрейк“ (с Брад Армстронг).[36]

### Номинации за индивидуални награди
- 2001: Номинация за AVN награда за най-добра нова звезда.[18][19]
- 2003: Номинация за AVN награда за изпълнителка на годината.[143]
- 2004: Номинация за AVN награда за най-добра поддържаща актриса (видео) – „За една жена“.[144]
- 2005: Номинация за AVN награда за изпълнителка на годината.[145]
- 2005: Номинация за AVN награда за най-добра актриса (филм) – „Колекционерът“.[145]
- 2005: Номинация за AVN награда за най-добра поддържаща актриса (видео) – „Убийствен секс и самоубийствени блондинки“.[145]
- 2005: Номинация за XRCO награда за изпълнителка на годинта.[146][147]
- 2006: Номинация за AVN награда за най-добра актриса (видео) – „Манията на един мъж“.[148]
- 2006: Номинация за AVN награда за най-добра поддържаща актриса (филм) – „Вечност“.[148]
- 2006: Номинация за AVN награда за най-добра поддържаща актриса (видео) – „Camp Cuddly Pines Power Tool Massacre“.[148]
- 2006: Номинация за F.A.M.E. награда за любима порноактриса.[149]
- 2006: Номинация за Temptation награда за най-добра актриса (филм) – „Вечното проклятие“.[150]
- 2006: Номинация за Temptation награда за най-добър изпълнител на договор/най-ценна звезда на договор.[150]
- 2007: Номинация за AVN награда за звезда на годината на договор.[151]
- 2007: Номинация за AVN награда за най-добра актриса (видео) – „Вечно проклятие“.[151]
- 2007: Номинация за XRCO награда за най-добра актриса – „Ловци на мъже“.[152]
- 2007: Номинация за CAVR награда за MVP на годината.[153]
- 2007: Номинация за NightMoves награда за най-добра актриса.[154]
- 2008: Номинация за AVN награда за най-добра актриса (видео) – „Дилайла“.[155]
- 2008: Номинация за AVN награда за най-добра поддържаща актриса (видео) – „Винаги любов“.[155]
- 2008: Номинация за XBIZ награда за изпълнителка на годината.[156]
- 2008: Номинация за CAVR награда за MVP на годината.[157]
- 2009: Номинация за AVN награда за изпълнителка на годината.[158]
- 2009: Номинация за XBIZ награда за изпълнителка на годината.[159]
- 2009: Номинация за Hot d'Or награда за най-добра американска актриса.[160]
- 2009: Финалистка за F.A.M.E. награда за любима орална звезда.[161]
- 2010: Номинация за AVN награда за най-добра актриса – „Мълчание“.[47]
- 2010: Номинация за XBIZ награда за изпълнителка на годината.[162]
- 2010: Номинация за F.A.M.E. награда за най-горещо тяло.[163]
- 2010: Номинация за F.A.M.E. награда за любима орална звезда.[163]
- 2010: Номинация за NightMoves награда за най-добра изпълнителка.[164]
- 2011: Номинация за AVN награда за най-добра актриса – „3 дни през юни“.[45]
- 2011: Номинация за AVN награда за най-добър оригинален сценарий – „3 дни през юни“.[45]
- 2011: Номинация за XBIZ награда за актьорско изпълнение на годината – „Скорост“.[165]
- 2011: Номинация за XRCO награда за най-добра актриса.[152][166]
- 2012: Номинация за AVN награда за най-добра актриса – „Хоризон“.[33]
- 2012: Номинация за XBIZ награда за изпълнителка на годината.[167]
- 2012: Номинация за NightMoves награда за най-добра изпълнителка.[168]
- 2012: Номинация за NightMoves награда за най-добро тяло.[168]
- 2013: Номинация за AVN награда за най-добър режисьор.[169]
- 2013: Номинация за AVN награда за Crossover звезда на годината.[169]
- 2013: Номинация за NightMoves награда за най-добра изпълнителка.[170]
- 2013: Номинация за NightMoves награда за най-добро тяло.[170]
- 2014: Номинация за AVN награда за най-добра актриса – „Секспионаж: хрониките на Дрейк“.[38]
- 2014: Номинация за AVN награда за най-добър режисьор.[38]
- 2014: Номинация за AVN награда за „Crossover“ звезда на годината.[38]
- 2014: Номинация за XBIZ награда за най-добра актриса в игрален филм.[35]
- 2014: Номинация за XRCO награда за най-добра актриса – „Подземен свят“.[171]
- 2015: Номинация за AVN награда за най-добра актриса – „Последствия“.[172]
- 2015: Номинация за AVN награда за мейнстрийм звезда на годината.[172]
- 2015: Номинация за XBIZ награда за най-добра актриса – „Последствия“.[173]
- 2015: Номинация за XBIZ награда за Crossover звезда на годината.[173]

### Номинации за награди за изпълнение на сцени
- 2001: Номинация за AVN награда за най-добра секс сцена с двойка (филм) – „Адреналин“ (с Евън Стоун).[18][19]
- 2002: Номинация за AVN награда за най-добра сцена с групов секс (филм) – „Подземното царство“ (със Зои, Риан Конър и Евън Стоун).[18]
- 2002: Номинация за AVN награда за най-добра секс сцена само с момичета – „Звяр“ (с Ейва Винсент).[18][174]
- 2002: Номинация за AVN награда за най-добра сцена с анален секс – „Звяр“ (с Евън Стоун).[174]
- 2003: Номинация за AVN награда за най-добра сцена с групов секс (филм) – „Погубване душата“ (с Никол Шеридън и Вуду).[143]
- 2004: Номинация за AVN награда за най-добра сцена с групов секс (видео) – „В съзнанието на Клоуи Джоунс“ (с Долориан, Моник Алекзандър и Евън Стоун).[144]
- 2005: Номинация за AVN награда за най-добра сцена със соло секс – „Колекционерът“.[145]
- 2005: Номинация за AVN награда за най-добра секс сцена само с момичета (видео) – „Пух и гънки“ (с Долориан).[145]
- 2005: Номинация за AVN награда за най-добра секс сцена с двойка (филм) – „Колекционерът“ (с Чейн Колинс).[145]
- 2005: Номинация за AVN награда за най-добра сцена с групов секс (филм) – „Колекционерът“ (с Лезли Зен и Брад Армстронг).[145]
- 2005: Номинация за AVN награда за най-добра сцена с групов секс (видео) – „Окото на наблюдателя“ (с Моника Суитхарт, Лезли Зен, Томи Гън и Тревър Зен).[145]
- 2006: Номинация за AVN награда за най-добра секс сцена само с момичета (филм) – „Вечност“ (със Сторми Даниълс).[148]
- 2006: Номинация за AVN награда за най-добра сцена с орален секс (филм) – „Продадена“ (с Томи Гън, Брад Армстронг и Крис Кенън).[148]
- 2006: Номинация за AVN награда за най-добра секс сцена с двойка (филм) – „Продадена“ (с Томи Гън).[148]
- 2006: Номинация за AVN награда за най-добра сцена с групов секс (филм) – „Продадена“ (с Кери Сейбъл и Брад Армстронг).[148]
- 2007: Номинация за AVN награда за най-добра сцена с анален секс (филм) – „Ловци на мъже“ (с Брад Армстронг).[151]
- 2007: Номинация за AVN награда за най-добра секс сцена с двойка (филм) – „FUCK“ (с Ерик Мастерсън).[151]
- 2007: Номинация за AVN награда за най-добра секс сцена с тройка (филм) – „Вечно проклятие“ (с Кейлани Лей и Ерик Мастерсън).[151]
- 2008: Номинация за AVN награда за най-добра сцена с орален секс (филм) – „Копнежът“.[155]
- 2008: Номинация за AVN награда за най-добра секс сцена с двойка (филм) – „Копнежът“ (с Джъстин Магнум).[155]
- 2008: Номинация за AVN награда за най-добра сцена с групов секс (филм) – „Копнежът“ (с Кимбърли Коул, Кейла Карера, Брук Хевън и Ранди Спиърс).[155]
- 2009: Номинация за AVN награда за най-добра сцена с орален секс – „Лоши момичета“.[158]
- 2010: Номинация за AVN награда за най-добра сцена с групов секс само момичета – „Къщата на Уикед“ (с Кейлани Лей, Микайла Мендес, Кърстен Прайс и Алектра Блу).[47]
- 2010: Номинация за AVN награда за най-добра секс сцена с тройка само момичета – „2040“ (с Кейлани Лей и Микайла Мендес).[47]
- 2010: Номинация за AVN награда за най-добра секс сцена с двойка – „2040“ (с Маркъс Лондън).[47]
- 2010: Номинация за AVN награда за най-добра сцена с групов секс – „Къщата на Уикед“ (с Кейлани Лей, Микайла Мендес, Кърстен Прайс и Алектра Блу, Джейдън Джеймс, Тори Лейн, Кейла Карера и Ранди Спиърс).[47]
- 2011: Номинация за AVN награда за най-добра сцена със соло секс – „3 дни през юни“.[45]
- 2011: Номинация за AVN награда за най-добра сцена с орален секс – „Уикед игри“ (с Анджелина Аш).[45]
- 2011: Номинация за AVN награда за най-добра сцена с групов секс – „Скорост“ (с Кейлани Лей, Мисти Стоун, Кърстен Прайс, Алектра Блу, Шанел Престън, Кейми Кей, Тори Лейн, Бриана Блеър, Мик Блу, Дейл ДеБон, Барет Блейд, Ерик Мастерсън, Маркъс Лондън, Саша и Бил Бейли).[45]
- 2011: Номинация за AVN награда за най-добра секс сцена с тройка момиче/момиче/момче – „Скорост“ (с Тори Блек и Мануел Ферара).[45]
- 2014: Номинация за AVN награда за най-добра секс сцена момиче/момиче – „Подземен свят“ (с Капри Кавани).[38]
- 2014: Номинация за AVN награда за най-добра сцена с безопасен секс – „Секс“ (с Дерик Пиърс).[38]
- 2014: Номинация за AVN награда за най-добра секс сцена с тройка момиче/момиче/момче – „Подземен свят“ (с Асфикския Ноар и Тони Рибас).[38]
- 2015: Номинация за AVN награда за най-добра сцена с орален секс – „Гореща за учител“.[172]
- 2015: Номинация за AVN награда за най-добра сцена с групов секс – „Последствия“ (с Аса Акира, Обри Адамс, Вики Чейс, Кейлани Лей, Сара Джеси, Брад Армстронг, Ерик Мастерсън, Ерик Евърхард, Мистър Пийт, Райън Маклейн и Тайлър Никсън).[172]
- 2015: Номинация за AVN награда за най-добра секс сцена момче/момиче – „Последствия“ (с Тайлър Никсън).[172]
- 2015: Номинация за XBIZ награда за най-добра сцена в игрален филм – „Последствия“ (с Тайлър Никсън).[173]